# Терекла (Гайський міський округ)
Терекла́ (рос. Терекла) — село у складі Гайського міського округу Оренбурзької області, Росія.

## Населення
Населення — 103 особи (2010; 147 у 2002).
Національний склад (станом на 2002 рік):
- росіяни — 68 %